# Blue Banisters
Blue Banisters (с англ. — «Синие перила») — восьмой студийный альбом американской певицы Ланы Дель Рей, изданный 22 октября 2021 года на лейблах Interscope и Polydor. Это вторая после Chemtrails Over the Country Club работа исполнительницы за год.

## Предыстория и запись
Седьмой альбом Дель Рей, Chemtrails Over the Country Club, был издан в марте 2021 года. Он получил положительные отзывы критиков. 17 ноября 2020 года певица поделилась, что работает над двумя альбомами одновременно, не включая Chemtrails. Затем журнал Music Week опубликовал интервью с певицей и её командой, включая менеджера Бена Моусона, подтвердившего ноябрьское заявление Ланы. Тогда же певицу спросили о названии одного из проектов — у неё было два варианта: первый навеян общением с друзьями из кантри, второй — «подводит итог последним 18 месяцам [её] жизни».
Через день после релиза певица отреагировала на статью Harper’s Bazaar «Лана Дель Рей не сможет уйти от привлечения к ответственности» (англ. Lana Del Rey Can’t Qualify Her Way Out of Being Held Accountable). В ней утверждается, что успешная карьера певицы построена на культурной апроприации: «Головной убор коренных американцев, заявления об отсутствии интереса к феминизму, романтизация домашнего насилия в песнях и слухи, что отец финансирует выпуск её музыки». Даже её псевдоним Иман Султан причислила к апроприации кубинской культуры. Дель Рей «поблагодарила» прессу за очередные обвинения и заявила, что «жаждет мести» на следующем альбоме — Rock Candy Sweet. Султан не отказалась от своих слов и намеревалась дополнить статью.
Список композиций альбома отчасти состоит из материала прошлых лет. Музыкант Барри Джеймс О’Нилл, с которым певица находилась в отношениях до середины 2014 года, хотел включить в свой альбом Strange Desire (2021) песню «Riverside», записанную с Дель Рей в Лос-Анджелесе в 2012 году. Лана дала согласие, и спросила, может ли она использовать четыре песни, записанные с О’Ниллом ранее, для Blue Banisters: среди них — «If You Lie Down With Me», «Nectar of the Gods» и «Living Legend»; четвёртая — кавер-версия «Summer Wine» Нэнси Синатры и Ли Хезлвуд — не попала на диск, но была загружена на YouTube канал певицы ещё в 2013 году. В июне 2016 года Лана опубликовала видео в Instagram с а капелла исполнением отрывка «колыбельной» «Cherry Blossom».
«Dealer», в которой исполнительница «орёт во всё горло», и «Thunder» записали в 2017 году для альбома «маленькой рок-группы» Ланы, Алекса Тёрнера и Майлза Кейна из The Last Shadow Puppets, Зака Дауэса и других. Пластинку так и не выпустили, но Дель Рей думала включить «Dealer» в Chemtrails Over the Country Club. «Sweet Carolina», соавторы которой — сестра Ланы, Чак Грант, её отец Роберт Грант-старший и подруга Алана Чэмпион, была написана за 20 минут и записана одной из последних, 14 июня 2021 года. Партию клавишных отец певицы играл на 9’ Concert Grand Piano компании Steinway. Музыкантам хватило одного дубля, «даже звукорежиссёры этому удивились».

## Обложка и название
12 апреля Лана поделилась фотографией с подписью «Blue Banisters» — поклонники предположили, что это песня с Rock Candy Sweet. 28 апреля было объявлено новое название альбома — Blue Banisters. В тот же день певица поделилась изображением, ошибочно принятым поклонниками и прессой за обложку альбома. Это было селфи, впервые опубликованное Ланой 20 августа 2020 года в Instagram. В марте она использовала его для поста о Rock Candy Sweet. Поклонники раскритиковали Дель Рей за «обложку» и предположили, что она сама сделала её в одном из приложений для редактирования фотографий, таких как PicsArt и прочие. Один поклонник создал петицию на Change.org «Заблокируйте Лану в PicsArt» (англ. Ban Lana from PicsArt); её подписали почти пять тысяч человек. С выходом песни «Blue Banisters» стало понятно, что опубликованное в конце апреля изображение относилось к этому синглу. 3 июля певица показала обложку Blue Banisters. Её автор — фотограф Нил Крюг, который приложил руку к оформлению Ultraviolence (2014) и Honeymoon (2015). Лана изображена сидящей в жёлтом платье на деревянной веранде, около её ног лежат немецкие овчарки певицы — Текс (англ. Tex) и Мекс (англ. Mex).

## Музыка и тексты
В текстах альбома исследуются такие темы, как самопознание, личная жизнь и родословная Дель Рей и кризис культуры в период пандемии COVID-19. Певицу интересовало, «как я движусь по жизни — это единственное, что волнует Бога в отношении меня». Она подчёркивала, что альбом «рассказывает её историю», хотя она сама «никогда не нуждалось в этом». Дель Рей продолжила упоминать в песнях различные географические объекты: штаты Калифорния и Оклахома, сцену Sin-é в Нью-Йорке и ресторан Brooklyn Bayo в Бруклине.

## Композиции
В открывающей альбом «Text Book» Дель Рей поёт, что «ищет отца, которого хочет вернуть». В «Black Bathing Suit» она размышляет о жизни в карантин и, «если это конец, то мне нужен парень», с которым Лана смотрела бы телевизор, ела мороженое и гуляла. «If You Lie Down with Me» завершается минутной кодой, напомнившей обозревателю Stereogum «головокружительный вальс». В «Beautiful» она утверждает, что может превратить горечь расставания в искусство, «во что-то прекрасное». В «Violets for Roses» певица радуется «приближающемуся концу пандемии» при виде девушек в летних платьях и без масок на лицах, а также обвиняет возлюбленного в попытке изменить её; она проводит параллель между расставанием и концом света. В тексте «Wildflower Wildfire» затрагиваются натянутые отношения Дель Рей с родителями — «гневной» матерью и «умиротворённым» отцом.

## Выпуск и промокампания
После скандала со статьёй Harper’s Bazaar Лана объявила не только название альбома, но и дату его выпуска — 1 июня 2021 года. В конце апреля релиз пластинки сдвинули на месяц вперёд — 4 июля, День независимости США. В тот же день аккаунт лейбла Polydor в Twitter подтвердил новую дату. 3 июля Дель Рей вновь перенесла выход альбом, но не назвала конкретную дату, подписав публикацию в Instagram так: «Альбом будет позже… <…> Счастливого дня независимости!» Под другим постом она оставила «TBD» (с англ. — «будет объявлено»). После этого имя певицы попало в тренды Twitter. 8 сентября Дель Рей объявила, что выход пластинки запланирован на 22 октября. Для приобретения были доступны различные версии альбома на физических носителях с разными обложками, которых в общем насчитывается четыре, помимо оригинальной (кроме компакт-диска, с ней издавали чёрные и белые грампластинки и красную кассету). На второй певица изображена в профиль крупным планом — с этим вариантом выпускали жёлтый винил и компакт-диск; на третьей обложке Лана улыбается — с ней издавали коричневую кассету и CD. На четвёртом изображении Дель Рей изображена стоящей у трактора — этот кадр использовали для оформления эксклюзивного издания Blue Banisters с полупрозрачным красным винилом от компании HMV. Фотографом всех версий выступил Нил Крюг. За неделю до выхода Blue Banisters просочился в сеть.
28 апреля Дель Рей поделилась отрывком клипа «Blue Banisters». В начале мая продюсер Майк Дин, известный по работе в основном с рэп и хип-хоп исполнителями, такими как Канье Уэст и Бейонсе, подтвердил, что продюсирует новую музыку Дель Рей. 20 мая певица без предупреждения выпустила три песни с альбома — «Blue Banisters», «Text Book» и «Wildflower Wildfire». В пресс-релизе, опубликованном Pitchfork, три сингла были заявлены как «песни-приманки с восьмого альбома» Дель Рей. Из трёх в чарты попала лишь «Blue Banisters»: она провела одну неделю на 31 позиции в новозеландском Hot 40 Singles. 3 июля Лана поделилась отрывком песни «Arcadia», в итоге вышедшей 8 сентября как четвёртый сингл. В клипе Лана танцует в номере отеля Hilton Hotels & Resorts, на её тело накладываются проекции улиц и различных мест Лос-Анджелеса, а также Млечного Пути. 7 октября Дель Рей представила альтернативное видео «Arcadia», в котором она сидит на качелях на заднем дворе дома. 20 октября выпустили клип на заглавный трек, срежиссированный, как и «Arcadia», «никем»; в нём Лана катается на тракторе John Deere, перекрашивает перила в синий и делает именинный пирог. Исполнительница неоднократно говорила, что её музыка не нуждается в продвижении, и 13 сентября деактивировала свои аккаунты в социальных сетях Instagram, Twitter и Facebook. В день выхода пластинки Лана исполнила «Arcadia» в «Позднем шоу со Стивеном Кольбером» на канале CBS.

## Отзывы критиков
| Совокупная оценка    | Совокупная оценка |
| Источник             | Оценка            |
| -------------------- | ----------------- |
| AnyDecentMusic?      | 7.4/10            |
| Metacritic           | 80/100            |
| Оценки критиков      |                   |
| Источник             | Оценка            |
| AllMusic             | [ 49 ]            |
| The A.V. Club        | B+                |
| The Daily Telegraph  | [ 51 ]            |
| The Guardian         | [ 52 ]            |
| The Independent      | [ 53 ]            |
| The Line of Best Fit | 7/10              |
| NME                  | [ 55 ]            |
| Pitchfork            | 7.7/10            |
| Rolling Stone        | [ 57 ]            |
| Slant Magazine       | [ 58 ]            |

Альбом получил преимущественно положительные отзывы критиков, согласно классификации агрегатора рецензий Metacritic (средневзвешенная оценка в 80 из 100).

## Список композиций
| №                   | Название                  | Автор(ы)                                                   | Продюсер(ы)                          | Длительность |
| ------------------- | ------------------------- | ---------------------------------------------------------- | ------------------------------------ | ------------ |
| 1.                  | «Text Book»               | Дель Рей, Гейб Саймон                                      | Дель Рей, Саймон, Зак Дауэс, Дин Рид | 5:04         |
| 2.                  | «Blue Banisters»          | Дель Рей, Саймон                                           | Дель Рей, Саймон                     | 4:52         |
| 3.                  | «Arcadia»                 | Дель Рей, Дрю Эриксон                                      | Дель Рей, Дрю Эриксон                | 4:23         |
| 4.                  | «Interlude – The Trio»    | Эннио Морриконе                                            |                                      | 1:16         |
| 5.                  | «Black Bathing Suit»      | Дель Рей, Эриксон, Дауэс                                   |                                      | 5:18         |
| 6.                  | «If You Lie Down With Me» | Дель Рей, Барри Джеймс О’Нилл, Эриксон                     |                                      | 4:25         |
| 7.                  | «Beautiful»               | Дель Рей, Эриксон                                          |                                      | 3:36         |
| 8.                  | «Violets for Roses»       | Дель Рей, Эриксон                                          |                                      | 4:15         |
| 9.                  | «Dealer»                  | Дель Рей, Дауэс, Майлз Кейн, Лорен Хамфри, Тайлер Паркфорд |                                      | 4:34         |
| 10.                 | «Thunder»                 | Дель Рей, Дауэс                                            |                                      | 4:19         |
| 11.                 | «Wildflower Wildfire»     | Дель Рей, Майк Дин, Сейдж Сколфилд, Шон Солимар            | Дель Рей, Дин                        | 4:46         |
| 12.                 | «Nectar of the Gods»      | Дель Рей, О’Нилл                                           |                                      | 4:20         |
| 13.                 | «Living Legend»           | Дель Рей, О’Нилл                                           |                                      | 4:01         |
| 14.                 | «Cherry Blossom»          | Дель Рей, Рик Ноуэлс                                       |                                      | 3:18         |
| 15.                 | «Sweet Carolina»          | Дель Рей, Алана Чэмпион, Чак Грант, Роберт Грант-старший   |                                      | 3:22         |
| Общая длительность: | Общая длительность:       | Общая длительность:                                        | Общая длительность:                  | 61:49        |

## Участники записи
Данные взяты из буклета альбома Blue Banisters.
Музыканты
- Лана Дель Рей — вокал (все треки); валтрона (треки 3, 6); струнная аранжировка (трек 3)
- Гейб Саймон — фортепиано (1, 2); акустическая гитара, бэк-вокал, бас, барабаны, программирование, гитара, клавишные, перкуссия, звуковые эффекты, синтезаторный бас (трек 1); орган (трек 2)
- Мелоди Перри — бэк-вокал (треки 1, 10)
- Грег Лейз — баритон-гитара, педальная слайд гитара (трек 1)
- Гриффин Голдсмит — барабаны (треки 1, 5)
- Даррен Вайс — барабаны (треки 1, 10); перкуссия (трек 10)
- Джейкоб Браун — виолончель (треки 3, 8)
- Дрю Эриксон — валтрона (треки 3, 6); орган (трек 3); фортепиано (треки 3, 6, 7, 8, 15); струнная аранжировка, синтезатор (треки 3, 8); программирование (треки 4, 6); клавишные (трек 5); бас, барабаны, меллотрон (трек 6); бас-гитара (треки 6, 8); дирижер (трек 8); родес-пиано (треки 14, 15)
- Дэн Форнеро, Уэйн Бержерон, Дэн Розенбум, — труба (треки 3, 6)
- Блейк Купер — туба (треки 3, 6)
- Зак Деллинджер — альт (треки 3, 8)
- Эндрю Булбрук, Уинтон Грант — скрипка (треки 3, 8)
- Захари Доуз — бас (треки 5, 9); синтезатор (трек 5); клавишные (трек 9); бас-гитара, пианино (трек 10)
- Дин Рид — программирование (трек 5); акустическая гитара (треки 6, 10)
- Бенджи Лайсагт — электрогитара (треки 5, 10)
- Киан Риордан — синтезатор (трек 5)
- Лорен Хамфри — барабаны (треки 6, 9, 10); перкуссия (трек 10)
- Тайлер Паркфорд — клавишные (трек 9)
- Майлз Кейн — вокал (трек 9)
- Эван Вайс — акустическая гитара, электрогитара (трек 10)
- Лиза Стоун, Тата Вега — бэк-вокал (трек 10)
- Оуэн Паллетт — струнная аранжировка, альт, скрипка (трек 10)
- Майк Дин — клавишные (трек 11)
- Барри-Джеймс О'Нил — гитара (треки 12, 13); фортепиано (треки 12, 13, 14)
- Рик Ноуэлс — фортепиано (трек 14)
- Роберт Грант мл. — фортепиано (трек 15)

Студийный персонал
- Адам Аян — мастеринг-инженер (треки 1–10, 12–15)
- Майк Дин — мастеринг-инженер, сведение (трек 11)
- Дин Рид — сведение (треки 1, 3–8, 10, 15), звукорежиссер (треки 1, 4–8, 10, 15)
- Гейб Саймон — сведение (трек 2), звукорежиссер (треки 1, 2)
- Дрю Эриксон — сведение (треки 3, 6-8, 15)
- Майкл Харрис — сведение (треки 3-8, 15), звукорежиссер (треки 4-8, 15)
- Киан Риордан — сведение (трек 5)
- Джейсон Вормер — сведение (трек 9)
- Лана Дель Рей — сведение (треки 12-14), аранжировщик записи (трек 4)
- Барри-Джеймс О'Нил — сведение (треки 12-14)
- Джон Конглтон — звукорежиссер (треки 1, 10)
- Джон Шер — звукорежиссер (трек 1), ассистент звукорежиссера (треки 3, 5-8, 15)
- Май Лейз — звукорежиссер (трек 1)
- Лорен Хамфри — звукорежиссер (трек 9)
- Кирон Мензис — звукорежиссер (трек 10)
- Сейдж Сколфилд — звукорежиссер, ассистент сведения (трек 11)
- Шон Солимар — звукорежиссер, ассистент сведения (трек 11)
- Бен Флетчер — ассистент звукорежиссера (треки 1, 3, 5-8, 15)
- Алекс Томкинс — ассистент звукорежиссера (трек 1)
- Брайан Раджаратнам — ассистент звукорежиссера (трек 1)

Дизайн
- Нил Крюг — фотографирование

Студии
- TaP Studios, Лондон, Великобритания
- Conway Recording Studios, Лос-Анджелес, Калифорния
- Gateway Mastering, Портленд, Мэн, США
- Dean's List of Hits, Техас, США